# جهام (الدوادمي)
جهام هي مركز من فئة (أ) تقع في محافظة الدوادمي، والتابعة لمنطقة الرياض في السعودية. وتبعد جهام عن محافظة الدوادمي بمسافة تقارب (100) كم. أسسها الشيخ حامد بن تويلي عام 1376هـ.

## الخدمات الحكومية
▪ مركز صحي
- مكتب خدمات بلدية
▪ مركز لهيئة الامر بالمعروف والنهي عن المنكر
▪ 6 مدارس للبنين والبنات
▪ روضة أطفال
▪ جمعية تعاونية
▪ مركز بريد
▪ جمعية خيرية
▪ مكتبة عامة
▪ وحدة بيطرية
▪ لجنة التنمية الاجتماعية
▪ يوجد بها أربعة عشر مسجداً
▪ وعدد الجوامع اثنان
▪ ويوجد بها قاعتين للأفراح بالإضافة إلى الكثير من المحلات التجارية.

## المناخ
تقع جهام على خط طول (44 50) شرق خط جرينتش، وعلى درجة عرض (24 29) شمال خط الاستواء، وترتفع عن سطح البحر بتسعمائة وأربعين متراً (940 م) فوق سطح البحر، شديد في الصيف الحرارة وتبلغ درجة الحرارة في الصيف 50 مئوية شديد البرودة في الشتاء وبلغ درجة الحرارة في الشتاء 5 تحت الصفر.

## النباتات الطبيعية
ومن أهم النباتات التي تكثر بجهام:
▪ النباتات الدائمة مثل (الرمث، العرفج، الإثل، الطلح، السدر، الطرفاء، الأرطاء، العشرة، السلم).
▪ والنباتات الموسمية مثل (الحواء، الربلة، الثمام، النصي، الحرمل، الثموم، النقيع، الثيل، السعدان، العجلة، البقراء، الكراث، وغيرها).
▪ ومن النباتات الفطرية التي تنمو عقب سقوط الأمطار في الموسم الفقع (الكمأة، الطرثوث، الدبق).